# Funcions de Weierstrass
En matemàtiques, les funcions de Weierstrass són un conjunt de funcions especials de variable complexa que són auxiliars a la funció el·líptica de Weierstrass. Han estat nomenades en honor del matemàtic alemany Karl Weierstrass (1815 - 1897).

## Funció sigma de Weierstrass
La funció sigma de Weierstrass associat a una xarxa bidimensional {\displaystyle \Lambda \subset \mathbb {C} } es defineix com el producte
{\displaystyle \sigma (z;\Lambda )=z\prod _{w\in \Lambda ^{*}}\left(1-{\frac {z}{w}}\right)e^{z/w+{\frac {1}{2}}(z/w)^{2}}}
on {\displaystyle \Lambda ^{*}} denota {\displaystyle \Lambda -\{0\}}.

## Funció zeta de Weierstrass
La funció zeta de Weierstrass es defineix per la suma
{\displaystyle \zeta (z;\Lambda )={\frac {\sigma '(z;\Lambda )}{\sigma (z;\Lambda )}}={\frac {1}{z}}+\sum _{w\in \Lambda ^{*}}\left({\frac {1}{z-w}}+{\frac {1}{w}}+{\frac {z}{w^{2}}}\right).}
La funció zeta Weierstrass és la derivada logarítmica de la funció sigma. La funció zeta es pot reescriure com:
{\displaystyle \zeta (z;\Lambda )={\frac {1}{z}}-\sum _{k=1}^{\infty }{\mathcal {G}}_{2k+2}(\Lambda )z^{2k+1}}
on {\displaystyle {\mathcal {G}}_{2k+2}} és la sèrie d'Eisenstein de pes 2k + 2.
La derivada de la funció zeta és {\displaystyle -\wp (z)}, on {\displaystyle \wp (z)} és la funció el·líptica de Weierstrass.
En la teoria de nombres, no s'ha de confondre la funció zeta de Weierstrass amb la funció zeta de Riemann.

## Funció eta de Weierstrass
La funció eta de Weierstrass es defineix com
{\displaystyle \eta (w;\Lambda )=\zeta (z+w;\Lambda )-\zeta (z;\Lambda ),{\mbox{ per a qualsevol }}z\in \mathbb {C} } i qualsevol w en la gelosia {\displaystyle \Lambda }
Està ben definit, és a dir, {\displaystyle \zeta (z+w;\Lambda )-\zeta (z;\Lambda )} només depèn del vector de xarxa w.
No s'ha de confondre la funció eta de Weierstrass amb la funció eta de Dedekind o amb la funció eta de Dirichlet.

## Funció p de Weierstrass
La funció p de Weierstrass està relacionada amb la funció zeta per 
{\displaystyle \wp (z;\Lambda )=-\zeta '(z;\Lambda ),{\mbox{ per a qualsevol }}z\in \mathbb {C} }
La funció p de Weierstrassés una funció el·líptica uniforme de l'ordre N = 2 amb un pol doble en cada punt de la xarxa i no té cap altre pol.